# داوودپاشا—‌ی‌تی‌یو (متروی استانبول)
داوودپاشا—ی‌تی‌یو (ترکی استانبولی: Yıldız Teknik Üniversitesi) یکی از ایستگاه‌های شاخه ای خط ام۱ متروی استانبول است.
این ایستگاه که در جنوب منطقه اسنلر در دانشگاه فنی ییلدیز قرار دارد در سال ۱۹۹۴ تاسیس شده‌است.